# Stanisław Przegonia-Hryniewiecki
Stanisław Przegonia-Hryniewiecki (ur. w 10 wrzesnia 1897 w Borówce, zm. 06 stycznia 1938 w Poznaniu) – kapitan Wojska Polskiego, doktor nauk medycznych.

## Życiorys
Urodził się w 1897 w Borówce na Podolu. Posiadał herb szlachecki Przegonia. Doktor nauk medycznych. Uczestnik powstań oraz kampanii 1919 oraz 1920 roku w wojnie polsko-bolszewickiej w grupie Lucjana Żeligowskiego. Odznaczony Krzyżem Walecznych oraz Krzyżem Niepodległości. Zmarł w 1938 w Poznaniu.
Grób zmarłego znajduje się na cmentarzu garnizonowym na stokach poznańskiej Cytadeli.